# Wasilij Gołubiew
Wasilij Fiodorowicz Gołubiew (ros. Василий Фёдорович Голубев, ur. 3 listopada?/16 listopada 1912 we wsi Kamienka w obwodzie leningradzkim, zm. 17 kwietnia 2001 w Moskwie) – radziecki generał porucznik lotnictwa, Bohater Związku Radzieckiego (1942).

## Życiorys
Od 1933 służył w Armii Czerwonej, w 1938 ukończył wyższą szkołę lotniczą w Koktebelu, pracował jako instruktor w aeroklubie w Mineralnych Wodach, później ukończył lotniczą szkołę wojskowo-morską w Jejsku. Służył we Flocie Bałtyckiej Czerwonego Sztandaru jako młodszy lotnik, instruktor służby powietrznodesantowej i instruktor, 22 czerwca 1941 wykonał swój pierwszy lot bojowy, a 28 czerwca 1941 odniósł swoje pierwsze zwycięstwo. Walczył m.in. na półwyspie Hanko i nad Kronsztadem. Od 1941 należał do WKP(b), w listopadzie 1941 został dowódcą klucza w 13 lotniczym pułku myśliwskim, a w styczniu 1942 dowódcą eskadry, do czerwca 1942 wykonał 339 lotów bojowych, w 61 walkach powietrznych strącił 4 samoloty wroga, a 23 w grupie. W marcu 1943 został pomocnik dowódcy 4 pułku myśliwskiego gwardii, a w sierpniu 1943 dowódcą pułku, do maja 1945 wykonał łącznie 589 lotów bojowych i stoczył 133 walki powietrzne, w których strącił oficjalnie 39 samolotów wroga, w tym 16 osobiście i 23 w grupie. Po wojnie kontynuował służbę w lotnictwie morskim, w 1951 ukończył Akademię Wojskowo-Morską im. Woroszyłowa i został dowódcą 122 Lotniczej Dywizji Myśliwskiej Sił Wojskowo-Powietrznych Floty Północnej, 3 sierpnia 1953 otrzymał stopień generała majora lotnictwa. Od stycznia 1957 do czerwca 1960 był zastępcą dowódcy Sił Wojskowo-Powietrznych Floty Czarnomorskiej ds. obrony przeciwlotniczej, od czerwca 1960 do października 1966 I zastępcą dowódcy 14 Samodzielnej Armii Obrony Przeciwlotniczej (od 7 maja 1966 w stopniu generała porucznika), potem generalnym inspektorem Obrony Przeciwlotniczej Inspekcji Sił Wojskowo-Powietrznych Państw-Stron Układu Warszawskiego Zarządu Głównodowodzącego Wojsk Obrony Przeciwlotniczej Kraju, a od czerwca 1968 do września 1970 starszym doradcą dowódcy obrony przeciwlotniczej ZRA. Od stycznia 1971 do stycznia 1975 wykładał w Wojskowej Akademii Sztabu Generalnego, w czerwcu 1975 zakończył służbę wojskową. Został pochowany na Cmentarzu Wwiedieńskim.

## Odznaczenia
- Złota Gwiazda Bohatera Związku Radzieckiego (23 października 1942)
- Order Lenina (dwukrotnie - 16 marca 1942 i 23 października 1942)
- Order Czerwonego Sztandaru (siedmiokrotnie - 14 sierpnia 1941, 14 marca 1944, 19 lipca 1945,  30 grudnia 1956, 29 kwietnia 1957, 22 lutego 1968 i 26 sierpnia 1970)
- Order Wojny Ojczyźnianej I klasy (dwukrotnie - 19 stycznia 1943 i 6 kwietnia 1945)
- Order Czerwonej Gwiazdy (dwukrotnie - 26 lutego 1953 i 22 lutego 1955)
- Order „Za służbę Ojczyźnie w Siłach Zbrojnych ZSRR” III klasy (30 kwietnia 1975)
- Order Imperium Brytyjskiego IV klasy (Wielka Brytania, 1943)
- Order Za Wojskowe Zasługi Zjednoczonej Republiki Arabskiej (ZRA, 1970)

I medale.